# AS 모나코 FC

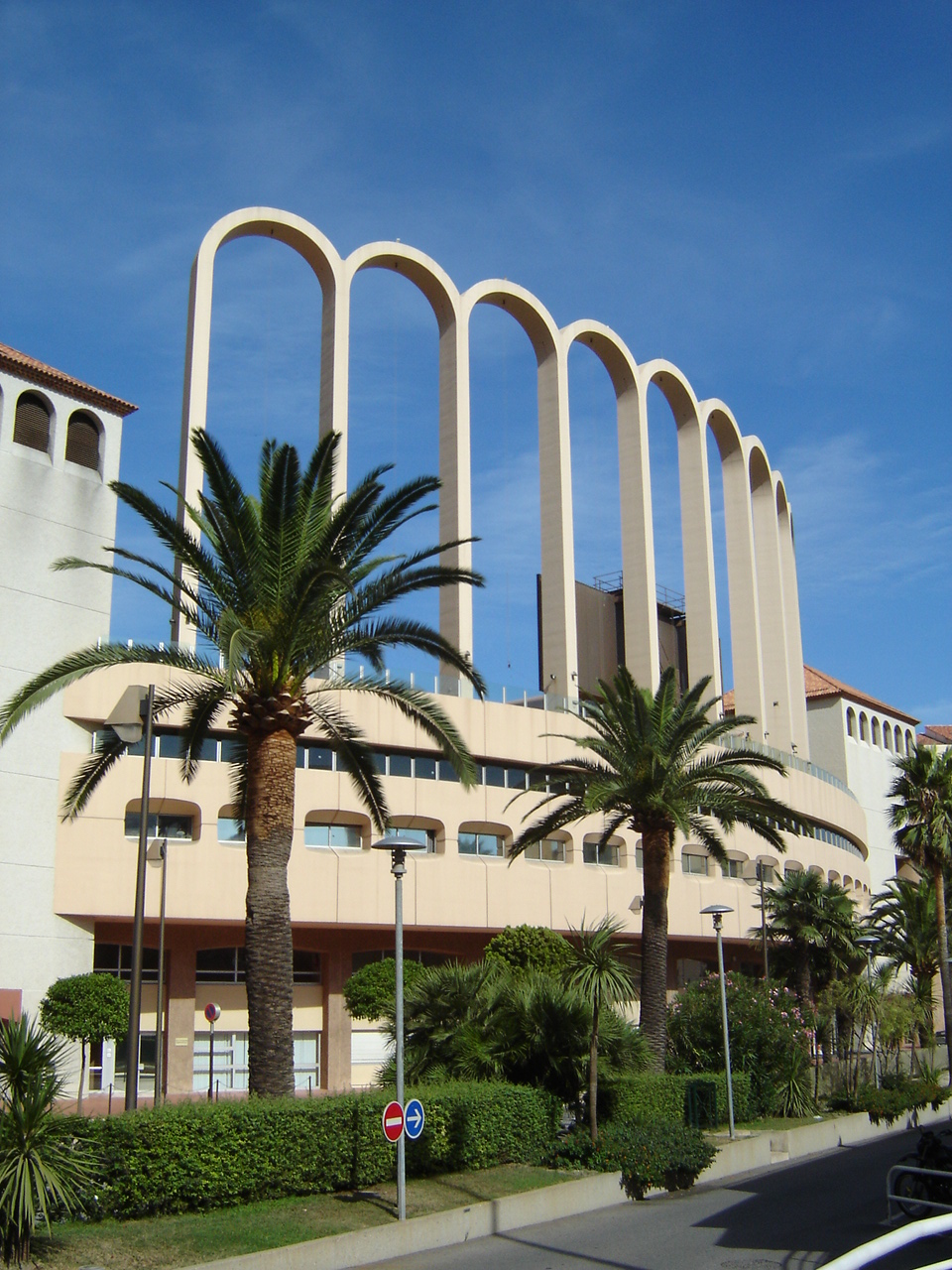

아소시아시옹 스포르티브 드 모나코 풋볼 클뢰브(프랑스어: Association Sportive de Monaco Football Club, 약어: AS Monaco [아에스 모나코])는 도시 국가인 모나코를 연고지로 하는 축구 클럽이다. 이 팀은 1924년에 창단되었으며, 현재 프랑스의 1부 리그인 리그 1에 참가하고 있다. 홈 경기장은 퐁비에유에 있는 스타드 루이 II 경기장이다. 현재 감독은 아돌프 휘터이며 데니스 자카리아가 주장을 맡고 있다.
2011년 12월 러시아의 억만장자 디미트리 리볼로블레프가 이끄는 투자그룹에 구단 지분 2/3가 인수되어 막강한 자금력을 가지게 되었다.

## 역대 성적
- 리그 1 우승 8회
  - 우승: 1961, 1963, 1978, 1982, 1988, 1997, 2000, 2017
  - 준우승: 1964, 1984, 1991, 1992, 2003, 2014
- 리그 2 우승 1회
  - 우승: 2013
- 쿠프 드 프랑스 우승 5회
  - 우승: 1960, 1963, 1980, 1985, 1991
  - 준우승: 1974, 1984, 1989, 2010
- 쿠프 드 라 리그 우승 1회
  - 우승: 2003
  - 준우승: 2001
- 트로페 데 샹피옹 우승 2회
  - 우승: 1997, 2000
- 쿠프 강바르델라 우승 2회
  - 우승: 1962, 1972
- UEFA 챔피언스리그
  - 준우승: 2004
- UEFA 컵 위너스 컵
  - 준우승: 1992
- 코파 델레 알피 우승 3회
  - 우승: 1979, 1983, 1984
  - 준우승: 1985
- 트로페오 테레사 에레라
  - 우승 1회 (1963)

## 선수

### 현재 선수 명단
2025년 2월 3일 기준
참고: FIFA 자격 규정에 따라 소속된 국가대표팀 국기를 표시합니다. 선수는 복수의 FIFA 비회원국 국적을 가지고 있을 수 있습니다.
| 번호 | 포지션 | 국적   | 이름                      |
| ---- | ------ | ------ | ------------------------- |
| 1    | GK     |        | 라도스와프 마예츠키       |
| 2    | DF     |        | 반데르송                  |
| 4    | DF     |        | 요르단 테제               |
| 5    | DF     |        | 틸로 케러 (부주장)        |
| 6    | MF     |        | 데니스 자카리아 (주장)    |
| 7    | MF     | 모로코 | 엘리세 벤 세기르          |
| 8    | MF     | 리비아 | 알리 엘무스라티           |
| 9    | FW     |        | 폴라린 발로건             |
| 10   | MF     |        | 알렉산드르 골로빈 (3주장) |
| 11   | MF     |        | 마그네스 아클리우슈       |
| 12   | DF     |        | 카이우 엔히크             |
| 13   | DF     |        | 크리스티안 마위사         |
| 14   | FW     |        | 미카 비어레스             |

| 번호 | 포지션 | 국적         | 이름              |
| ---- | ------ | ------------ | ----------------- |
| 15   | MF     | 세네갈       | 라민 사마라       |
| 16   | GK     |              | 필리프 쾬         |
| 17   | DF     | 코트디부아르 | 윌프레드 싱고     |
| 18   | MF     |              | 미나미노 다쿠미   |
| 20   | DF     |              | 카숨 우아타라     |
| 21   | MF     | 나이지리아   | 조르주 일레니케나 |
| 22   | DF     | 가나         | 모하메드 살리수   |
| 27   | FW     | 세네갈       | 크레팽 디아타     |
| 28   | MF     |              | 마마두 쿨리발리   |
| 36   | FW     |              | 브릴 엠볼로       |
| 37   | MF     |              | 에당 디오프       |
| 50   | GK     |              | 얀 리나르         |
| 88   | DF     |              | 숭구투 마가사     |

### 임대 선수 명단
참고: FIFA 자격 규정에 따라 소속된 국가대표팀 국기를 표시합니다. 선수는 복수의 FIFA 비회원국 국적을 가지고 있을 수 있습니다.
| 번호 | 포지션 | 국적   | 이름                              |
| ---- | ------ | ------ | --------------------------------- |
| —    | DF     | 세네갈 | 이스마일 야콥스 (→갈라타사라이)   |
| —    | DF     |        | 크리슬랑 마치마 (→아우크스부르크) |
| —    | FW     |        | 마이론 보아두 (→보훔)             |

| 번호 | 포지션 | 국적 | 이름                               |
| ---- | ------ | ---- | ---------------------------------- |
| —    | FW     |      | 리치 발메 (→안시)                  |
| —    | FW     |      | 파리스 브루너 (→세르클러 브뤼허)   |
| —    | MF     |      | 말라민 에페켈레 (→세르클러 브뤼허) |

## 역대 감독
| 감독                | 임기      |
| ------------------- | --------- |
| 로제 쿠르투아       | 1963~1965 |
| 뤼시앙 뮈예르       | 1983~1986 |
| 슈테판 코바치       | 1986~1987 |
| 아르센 벵거         | 1987~1994 |
| 장 프티(대행)       | 1994      |
| 장뤽 에토리         | 1995      |
| 장 티가나           | 1995~1999 |
| 클로드 퓌엘         | 1999~2001 |
| 디디에 데샹         | 2001~2005 |
| 장 프티(대행)       | 2005      |
| 프란체스코 귀돌린   | 2005~2006 |
| 라슬로 뵐뢰니       | 2006      |
| 로랑 바니드         | 2006~2007 |
| 히카르두 고메스     | 2007~2009 |
| 로랑 바니드         | 2011      |
| 마르코 시모네       | 2011~2012 |
| 클라우디오 라니에리 | 2012~2014 |
| 레오나르두 자르딤   | 2014      |
| 티에리 앙리         | 2018~2019 |
| 레오나르두 자르딤   | 2019      |
| 로베르트 모레노     | 2019~2020 |
| 니코 코바치         | 2020~2022 |
| 필리프 클레망       | 2022~2023 |
| 아돌프 휘터         | 2023~     |

## 같이 보기
- 모나코 축구 국가대표팀